# Тайнань
Тайна́нь (кит. трад. 臺南, упр. 台南, пиньинь Táinán) — четвёртый по населению город Тайваня после Тайбэя, Гаосюна и Тайчжуна, один из пяти городов центрального подчинения Тайваня. Находится в юго-западной части острова, в тропиках, на побережье Тайваньского пролива. В 1662—1683 годах являлся столицей государства Дуннин, затем по 1887 год был административным центром Тайваня. Город знаменит большим количеством исторических и архитектурных памятников.

## История

### Голландская колония и независимый Тайвань
Тайнань — один из старейших городов острова. В 1624 году голландцы построили порт Даюань, который сейчас называется Аньпин и входит в состав Тайнаня. Название острова, Тайвань, также происходит от названия города Даюань. Голландцы построили сохранившийся до настоящего времени Форт Зеландия, на территории современного центра Тайнаня Форт Провинция, известный сейчас под названием Башни Чикань, а также первую на острове улицу в европейском стиле, соединяющие эти два форта.
Собственно Тайнань был основан как Дунду (кит. трад. 東都, буквально: «Восточная Столица»), и был провозглашён столицей Тайваня в 1661 году Чжэн Чэнгун, победившим и изгнавшим с острова голландцев. После этого последовала волна эмиграции на Тайвань с континентального Китая, и город очень быстро увеличивался в размерах и в населении. При сыне Чжэн Чэнгуна в городе был построен первый на острове храм Конфуция, открыты первые школы.

### Времена империи Цин
В 1684 году последний потомок Чжэн Чэнгуна покончил с собой, и империя Цин захватила остров. Тайвань был формально включён в состав провинции Фуцзянь в качестве управы, власти которой до 1887 года размещались в Тайнане. Из-за своего бывшего статуса Тайнань часто называют «Фучэн» (кит. 府城, буквально: «Город управы»), от этого периода в городе остались ворота (Большие Южные, Большие Восточные и Западные), остатки городских стен, а также многие храмы. В 1860 году по Пекинскому договору в городе было разрешено селиться иностранным купцам, торговавшим камфорой, чаем и опиумом. Следует заметить, что в литературе город Тайнань ранее также был известен как Тайваньфу, Тайвань-фу или Тайвань.
В 1887 году императорское правительство выделило остров Тайвань в отдельную провинцию и перенесло административный центр в Тайбэй.

### Японское правление
В 1895 году Тайвань был передан Японии по Симоносекскому мирному договору после поражения Цинской империи в японо-китайской войне 1893—1895 годов. Япония превратила Тайвань в промышленно развитую колонию. В частности, при японцах в Тайнане были построены дороги и железная дорога, школы, больницы, открыта радиостанция. Тайнань превратился в крупнейший на острове центр по производству риса и сахара, важных для Тайваня экспортных культур. Многие здания Тайнаня, включая железнодорожный вокзал, были построены в период японского правления. В 1920 году была образована Тайнаньская префектура (臺南州).

### После войны
После возвращения острова Тайвань Китаю вместо Тайнаньской префектуры были созданы отдельные город Тайнань (臺南市) и уезд Тайнань (臺南縣). Тайнань превратился в крупный промышленный центр, не потеряв, однако, характера исторического города.
После войны Тайнань был постоянной опорой Демократической прогрессивной партии, выступавшей за независимость острова. Тем не менее, именно тут в 2004 году произошло покушение на президента Тайваня Чэнь Шуйбяня, члена ДПП и уроженца уезда Тайнань.
25 декабря 2010 года уезд Тайнань был присоединён к городу Тайнань.

## Административное деление
Город центрального подчинения Тайнань делится на 37 районов.

## Климат
| Показатель                    | Янв. | Фев. | Март | Апр. | Май | Июнь | Июль | Авг. | Сен. | Окт. | Нояб. | Дек. | Год  |
| ----------------------------- | ---- | ---- | ---- | ---- | --- | ---- | ---- | ---- | ---- | ---- | ----- | ---- | ---- |
| Абсолютный максимум, °C       | 31   | 30   | 32   | 33   | 34  | 35   | 34   | 35   | 33   | 33   | 32    | 30   | 35   |
| Средний суточный максимум, °C | 22   | 23   | 26   | 27   | 30  | 30   | 31   | 31   | 31   | 30   | 26    | 23   | 27   |
| Средняя температура, °C       | 17   | 18   | 21   | 23   | 26  | 27   | 28   | 27   | 27   | 25   | 21    | 18   | 23   |
| Средний суточный минимум, °C  | 12   | 13   | 16   | 19   | 22  | 24   | 25   | 24   | 23   | 21   | 17    | 14   | 19   |
| Абсолютный минимум, °C        | 3    | 3    | 8    | 11   | 15  | 19   | 21   | 21   | 18   | 13   | 8     | 6    | 3    |
| Норма осадков, мм             | 10   | 10   | 20   | 80   | 160 | 390  | 400  | 400  | 210  | 20   | 20    | 10   | 1790 |
| Источник: Weatherbase         |      |      |      |      |     |      |      |      |      |      |       |      |      |

## Города-побратимы
| - Монтерей, США (1965) - Кванджу, Южная Корея (1968) - Сан-Хосе, США (1977) - Канзас-Сити, США (1987) - Пасай, Филиппины (1980) - Кавите, Филиппины (1980) - Тагайтай, Филиппины (1980) - Тресе-Мартирес, Филиппины (1980) - Колумбус, США (1980) - Цзиньмэнь, Тайвань (1981) - Санта-Крус-де-ла-Сьерра, Боливия (1981) - Порт-Элизабет, ЮАР (1982) - Орландо (Флорида), США (1982) | - Голд-Кост, Австралия (1982) - Фэрбанкс, США (1983) - Оклахома-Сити, США (1986) - Хантсвилл (Алабама), США (1986) - Карбондейл (Иллинойс), США (1991) - Лёвен, Бельгия (1993) - Раанана, Израиль (1999) - Сакапа, Гватемала (2003) - Эльблонг, Польша (2004) - Рибе, Дания (2005) - Кечиёрен, Турция (2005) - Кагаян-де-Оро, Филиппины (2005) |

Кроме этого, Тайнань поддерживает «дружеские» отношения с двумя другими городами, хотя официально они не относятся к городам-побратимам:
- Пэнху (Penghu County), Тайвань
- Сэндай, Япония

## Образование
- Государственный университет Чэнгун (англ. National Cheng Kung University), один из ведущих университетов Тайваня. Расположен в Восточном районе. Известен своими инженерными факультетами. Основан в 1931 году как Тайваньский технический колледж, в 1956 году преобразован в университет провинциального уровня, в 1971 году в государственный университет. Состоит из 9 колледжей и 39 департментов (кафедр), а также 49 институтов (англ. graduate institutes). Университет посещают около 21 000 студентов.

- Тайнаньский богословский колледж и семинария, основаны в 1867 году миссионером Томасон Баркли.

- Христианский университет Чан Жун (кит. 台南神學院, англ. Chang Jung Christian University). Расположен южнее города.

- Технологический университет Южного Тайваня (англ. Southern Taiwan University of Technology), основан в 1969 году, расположен около северо-восточной границы города.

- Тайнаньский технологический университет (кит. 台南科技大學, англ. Tainan University of Technology), частный университет, основанный в 1964 году. Предлагает образовательные программы по прикладным исследованиям, музыке и искусству.

## Транспорт
Тайнань находится на железнодорожной линии, связывающей Тайбэй и Гаосюн и идущей вдоль западного побережья острова. Строительство участка дороги, проходящего через Тайнань, началось в 1899 году, а в 1908 году дорога (тогда однопутная) была открыта для пассажирского движения. На станции Тайнань останавливаются все поезда. Время в пути до Тайбэя около пяти часов. Кроме того, в 2007 году была открыта линия высокоскоростной железной дороги Тайбэй — Гаосюн, и в Тайнане имеется станция этой дороги.
Город обслуживается аэропортом, который принимает внутренние рейсы.
Внутригородское и пригородное сообщение осуществляется автобусами.

## Культура
Тайнань является одним из культурных центров Тайваня. В городе находится старейший храм острова, остатки городской стены с Южными и Северными воротами, а также множество других культурных и исторических памятников. В Тайнане больше буддийских и даосских храмов, чем в каком-либо другом городе Тайваня.
Архитектурные и исторические памятники Тайнаня сгруппированы в восемь культурных зон. В них входят
- Культурная зона храма Конфуция (центр)
- Культурная зона пяти каналов (центр)
- Культурная зона парка Миньшэнь (центр)
- Культурная зона Чикань (центр)
- Национальный Исторический парк Гавань Аньпин (Аньпин)
- Экологическая и культурная зона Тайцзиянь (северо-запад)

Семь исторических памятников Тайнаня отнесены к памятникам первой степени важности (всего на Тайване около тридцати памятников первой степени):
- Храм Конфуция. Постройка храма начата в 1665 году, ещё при Чжэн Чэнгуне. Храм стал первым образовательным учреждением на острове.
- Башни Чикань (Форт Провинция), построены в 1653 году голландцами на месте деревни аборигенов Сакам. Позже форт использовался как пороховой склад и сильно пострадал от боевых действий в 1720 году и последующих землетрясений. В 1879 году на территории форта были построены храм Бога литературы (Вэньчан ка) и храм Бога моря (Хай Шэнь мяо)[8].
- Вечная Крепость (Золотой Замок И Цзай). Построена в 1876 году при империи Цин, по проекту французского инженера, затем во время японской оккупации использовалась для защиты города с моря.
- Официальный храм Бога войны. Основан в XVII веке (точное время основания неизвестно), один из старейших храмов на острове. Посвящён Гуань Юю. Расположен непосредственно напротив Башен Чикань.
- Храм пяти дам. Посвящён пяти наложницам последнего правителя независимого Тайваня, Чжэн Кэшуана, которые вслед за самоубийством правителя в 1683 году повесились в его дворце перед захватом Тайваня силами империи Цин. Строительство храма началось в 1746 году[9].
- Храм богини Мацзу (Да Тяньхоу). Бывший дворец Чу Шукея, в 1683 году, после захвата императорскими войсками, переделан в храм и посвящён богине моря Мацзу, одной из самых почитаемых богинь Тайваня[10].
- Форт Зеландия (Старый форт Аньпин), построен голландцами с 1624 по 1634 год. Здание форта было полностью разрушено во время японской оккупации Тайваня, сохранились лишь остатки укреплений и стены.